# Campeonato Rondoniense de Futebol de 2012 - Série B
O Campeonato Rondoniense de Futebol de 2012 - Série B foi a 7ª edição da Segundona Rondoniense,que terminou com o Pimentense sendo o campeão,sendo o 1° título da equipe.

## Regulamento
O Campeonato teria apenas 2 jogos,e apenas o campeão seria promovido pro Campeonato Rondoniense de Futebol.

## Participantes
| Equipe             | Cidade        | Títulos |
| ------------------ | ------------- | ------- |
| Pimentense         | Pimenta Bueno | —       |
| Santos Porto Velho | Porto Velho   | —       |

## 1ª Partida
A 1ª partida aconteceu no Estádio Aluízio Ferreira, em Porto Velho. Em casa, o Santos entrou muito aplaudido pela sua torcida, já o Pimentense teve poucos torcedores na arquibancada. Foi uma final com polêmica, discussão e direito a gol nos acréscimos, que terminou empatada por 2-2. Os gols da partida foram marcados por: Geilson (Pimentense), Figarela (Santos), Rafael Pato (Santos) e Fernandinho (Pimentense).
| 21 de outubro | Santos                 | 2-2 | Pimentense            | Aluízio Ferreira, Porto Velho |
|               | Figarela · Rafael Pato |     | Geilson · Fernandinho |                               |

## 2ª Partida
A 2ª partida aconteceu no Estádio Luís Alves Athaíde, em Pimenta Bueno. Foi um jogo dramático, com direito a pênalti perdido de Juliano Salim que foi o principal nome do Santos no primeiro tempo, juntamente com Victor Hugo. No segundo tempo,o Pimentense voltou empurrado pela torcida, e Dudu, o nome do jogo, fez 2 gols. O Santos atrás no placar e precisando pelo menos de um empate em 2 a 2 para levar a disputa para as penalidades até o goleiro Dida foi para a área tentar fazer o gol. Mas quem fez o terceiro foi o Pimentense com Jair nos acréscimos,o jogo terminou 3x0 e o Pimentense foi o grande campeão.Após o título,o Pimentense ganhou popularidade e visibilidade.
| 27 de outubro | Pimentense  | 3-0 | Santos | Luis Alves Athaide, Pimenta Bueno |
| 17:00         | Dudu · Jair |     |        |                                   |